# Matthew Kavukatt
Matthew Kavukatt (ur. 17 lipca 1904, zm. 9 października 1969) – indyjski biskup katolicki obrządku syromalabarskiego, arcybiskup Changanacherry, Sługa Boży Kościoła katolickiego.

## Życiorys
Był synem Chummara i Tresy Kavukattu. Rozpoczął studia w Trivandrum, które ukończył w 1927 roku. Rok spędził w domu, angażując się różne działania młodzieży parafialnej. W dniu 1 czerwca 1928 roku wstąpił do niższego seminarium duchownego w Kottayam, a następnie wstąpił do wyższego seminarium duchownego w Aluva. Otrzymał święcenia kapłańskie 21 grudnia 1935 roku. W dniu 9 listopada 1950 roku został wyświęcony na biskupa w Rzymie. 3 stycznia 1951 roku objął stanowisko biskupa archidiecezji  Changanacherry. 29 lipca 1956, w związku z podniesieniem diecezji do godności archidiecezji, otrzymał tytuł arcybiskupa. Zmarł 9 października 1969 roku. Obecnie trwa jego proces beatyfikacyjny.